# Citoyen
Der Citoyen ([sito̯aˈjɛ̃ː]; französisch citoyen zu altfranzösisch citeain, einer Ableitungsform von cité, französisch für ‚(Innen-)Stadt‘, dies aus lateinisch civitas ‚Bürgerschaft‘, ‚Staat‘) bezeichnet den Bürger bzw. Staatsbürger, der in der Tradition und im Geist der Aufklärung aktiv und eigenverantwortlich am Gemeinwesen teilnimmt und dieses mitgestaltet.
Sein Selbstverständnis basiert historisch auf den Werten der Französischen Revolution von Freiheit, Gleichheit, Brüderlichkeit.
Eines der ersten Zitate sowohl des Begriffes „Citoyen“ als auch von „Bourgeois“ findet sich auf der Karte von Paris von 1550:

« …puis on voit à planté / D’aultres logis pleins de beaulx edifices / Pour les bourgoeys & citoyens propices. »

„…zudem sieht man ausgeführt / Andere Quartiere voll von schönen Gebäuden / Für die geneigten Bourgeois & Citoyens.“

Die Bezeichnung Citoyen für den Bürger ist zu unterscheiden von der Bezeichnung Bourgeois. Entscheidend geprägt wurden diese Begriffe und ihre Unterscheidung durch Jean-Jacques Rousseau:

« Le citoyen est un être éminemment politique (la cité) qui exprime non pas son intérêt individuel mais l’intérêt général. Cet intérêt général ne se résume pas à la somme des volontés particulières mais la dépasse. »

„Der Citoyen ist ein höchst politisches Wesen, das nicht sein individuelles Interesse, sondern das gemeinsame Interesse ausdrückt. Dieses gemeinsame Interesse beschränkt sich nicht auf die Summe der einzelnen Willensäußerungen, sondern geht über sie hinaus.“

Im 6. Kapitel des ersten Buches des Contrat Social findet sich im Zusammenhang mit der Polis und der Republik die Erläuterung:

„Der wahre Sinn dieses Wortes ist bei den Neueren fast völlig verschwunden; die meisten verwechseln Stadt (Ville) und Polis (Cité), Städter (Bourgeois) und Bürger (Citoyen).“

Diese Unterscheidung findet sich wieder in Immanuel Kants Schrift Über den Gemeinspruch: Das mag in der Theorie richtig sein, taugt aber nicht für die Praxis (Weischedel-Ausgabe Band 11, 151) oder bei dem Wirtschaftsethiker Peter Ulrich in seiner Integrativen Wirtschaftsethik (4. Aufl., S. 321).
In Frankreich und den besetzten Ländern ersetzte in der Revolutionszeit die Anrede „Citoyen“ die bisherigen Anreden Monsieur, Monsieur le Comte, Votre Altesse usw. Nachdem Napoléon zum Kaiser proklamiert war, wurde diese Vorschrift wieder aufgehoben.